# Jewgeni Fadejew
Jewgeni Alexandrowitsch Fadejew (russisch Евгений Александрович Фадеев; * 9. Juli 1982 in Ust-Kamenogorsk, Kasachische SSR) ist ein kasachischer Eishockeyspieler, der seit 2015 bei Torpedo Ust-Kamenogorsk in der Wysschaja Hockey-Liga spielt.

## Karriere
Jewgeni Fadejew begann seine Karriere als Eishockeyspieler im Nachwuchsbereich von Torpedo Ust-Kamenogorsk, für dessen zweite Mannschaft er von 1999 bis 2003 in der Perwaja Liga, der dritten russischen Spielklasse, aktiv war. Gegen Ende der Saison 2002/03 gab er sein Debüt für Torpedos Profimannschaft in der zweitklassigen Wysschaja Liga. Im Sommer 2003 wechselte der Verteidiger zu Gornjak Rudny, für die er in den folgenden eineinhalb Jahren parallel in der Perwaja Liga, sowie der Kasachischen Meisterschaft auflief. Anschließend erhielt der Linksschütze einen Vertrag beim HK Kasachmys Satpajew, für den er erneut parallel in der Wysschaja Liga sowie Kasachstan auf dem Eis stand. Mit Kasachmys gewann er in der Saison 2005/06 das Double aus Meisterschaft und Pokal. Nach dem Umzug der Mannschaft nach Sätbajew konnte er den Pokalsieg mit Kasachmys 2007 wiederholen.
Im Sommer 2007 erhielt Fadejew einen Vertrag bei Barys Astana aus der Wysschaja Liga, für das er seit der Saison 2008/09 in der neugegründeten Kontinentalen Hockey-Liga spielte. 2009 wurde er vom Ligarivalen Awtomobilist Jekaterinburg verpflichtet. 2010 kehrte er nach Astana zurück, war aber in den folgenden Spieljahren meist nur Ergänzungsspieler. Daher wurde er in der Saison 2013/14 bei Nomad Astana, der zweiten Mannschaft des Klubs, in der Kasachischen Meisterschaft eingesetzt, ab Oktober 2014 dann beim HK Saryarka Karaganda in der Wysschaja Hockey-Liga. 2015 wechselte er zu seinem Stammverein nach Ust-Kamenogorsk zurück.

### International
Für Kasachstan nahm Fadejew im Juniorenbereich an der U18-Junioren-Weltmeisterschaft der Europa-Division I 2000, der U20-Junioren-Weltmeisterschaft der Top-Division 2001 und der U20-Junioren-Weltmeisterschaft der Division I 2002 teil.
Im Seniorenbereich stand er im Aufgebot seines Landes bei den Weltmeisterschaften der Division I 2007, 2008, 2009, 2011 und 2013 sowie der Top-Division 2010 und 2012. Zudem vertrat er sein Land bei den Qualifikationsturnieren zu den Olympischen Winterspielen 2010 in Vancouver und 2014 in Sotschi sowie bei den Winter-Asienspielen 2011. Bei den Asienspielen gewann er mit seiner Mannschaft die Goldmedaille.

## Erfolge und Auszeichnungen
- 2006 Kasachischer Meister mit Kasachmys Karaganda
- 2006 Kasachischer Pokalsieger mit Kasachmys Karaganda
- 2007 Kasachischer Pokalsieger mit Kasachmys Satpajew
- 2009 Aufstieg in die Top-Division bei der Weltmeisterschaft der Division I. Gruppe A
- 2011 Goldmedaille bei den Winter-Asienspielen
- 2011 Aufstieg in die Top-Division bei der Weltmeisterschaft der Division I, Gruppe B
- 2013 Aufstieg in die Top-Division bei der Weltmeisterschaft der Division I, Gruppe A

## KHL-Statistik
(Stand: Ende der Saison 2013/14)